# خوشواش (تشلاو)
خوشواش (بالفارسية: خوشواش) هي قرية تقع في إيران في مازندران. يقدر عدد سكانها بـ 27 نسمة .